# 海南郵便局 (和歌山県)
海南郵便局（かいなんゆうびんきょく）は、和歌山県海南市にある郵便局。民営化前の分類では集配普通郵便局であった。

## 概要
住所：〒642-8799 和歌山県海南市船尾200

### 分室
- 野上集配分室 - 郵便事業海南支店野上集配センターを引き継ぐ形で、2012年（平成24年）10月1日に設置。

## 沿革
- 1872年（明治5年）3月18日 - 名高（なだか）郵便取扱所として開設[1]。
- 1875年（明治8年）1月1日 - 名高郵便局（五等）となる[1]。
- 1879年（明治12年） - 為替・貯金取扱を開始[1]。
- 1881年（明治14年）7月26日 - 日方浦（ひかたうら）郵便局に改称。同年10月22日、日方郵便局に再改称[1]。
- 1890年（明治23年）10月16日 - 日方郵便電信局となる[2]。
- 1903年（明治36年）4月1日 - 通信官署官制の施行に伴い日方郵便局となる[3]。
- 1934年（昭和9年）5月16日 - 海南郵便局に改称[4]。
- 1960年（昭和35年）9月5日 - 海南市日方から、同市船尾に局舎を新築、移転[5]。
- 1960年（昭和35年）12月1日 - 電話通話および和文電報受付業務の取扱を開始。
- 1983年（昭和58年）10月1日 - 風景入通信日付印の使用を開始。
- 1998年（平成10年）9月1日 - 外国通貨の両替および旅行小切手の売買に関する業務取扱を開始。
- 2007年（平成19年）3月5日 - 加茂郷郵便局から「649-01xx」区域の集配業務を移管[6]。
- 2007年（平成19年）10月1日 - 民営化に伴い、併設された郵便事業海南支店に一部業務を移管。
- 2012年（平成24年）10月1日 - 日本郵便株式会社発足に伴い、郵便事業海南支店を海南郵便局に統合。同支店野上集配センターを当局の野上集配分室とする。
- 2022年（令和4年）4月1日-かんぽサービス部を設置。

## 取扱内容

### 海南郵便局
- 郵便、印紙、ゆうパック、内容証明
- 貯金、為替、振替、振込、国際送金、国債、投資信託
- 生命保険、バイク自賠責保険、自動車保険、がん保険、引受条件緩和型医療保険
- ゆうちょ銀行ATM
- 「642-00xx」「649-01xx」区域（海南市（一部地域を除く））の集配業務
- ゆうゆう窓口

### 野上集配分室
- 「640-11xx」区域（海南市の一部、紀美野町（旧野上町域の一部））の集配業務

## 風景印
- 図案は願成寺千手観音と亀池。局名表記は「海南」
- 使用開始日は1983年（昭和58年）10月1日

## 周辺
- 海南市役所
- 海南警察署
- 紀州漆器伝統産業会館
- 住友金属工業 和歌山製鉄所（海南）
- 海南市立日方小学校
- 海南市立黒江小学校
- 海南医療センター

## アクセス
- JR紀勢本線 海南駅から北西へ約1.3km（徒歩約14分）
- 和歌山バス 東浜停留所下車
- 阪和自動車道 海南ICから北へ約1.5km
- 国道42号沿い
- 駐車場あり：6台